# 771-й отдельный сапёрный батальон
771-й отдельный сапёрный батальон  — воинская часть в вооружённых силах СССР во время Великой Отечественной войны.

## История

### Формирование части
4 ноября 1941 года на р Мста, дер Сурики Ленинградской области начал свое формирование 2-й отдельный армейский саперный батальон 52-й армии Волховского фронта.— 
Переименован 15 декабря 1941 года из отдельного сапёрного батальона без номера 52-й армии, действовавшего в составе 52-й армии с 25 октября 1941 года.
В составе действующей армии с 15 декабря 1941 по 1 мая 1942 года.
В январе 1942 года обеспечивал боевую деятельность войск 52-й армии в районе Новгорода и севернее, по реке Волхов, в январе же 1942 года передан в 59-ю армию, и обеспечивал её деятельность в ходе Любанской операции севернее Мясного Бора
1 мая 1942 года переформирован в 771-й отдельный инженерный батальон (в дальнейшем переформированный в 888-й отдельный сапёрный батальон)

## Подчинение
| Подчинение по месяцам | Подчинение по месяцам                                      | Подчинение по месяцам | Подчинение по месяцам | Подчинение по месяцам |
| Дата                  | Фронт (округ)                                              | Армия                 | Корпус (группа)       | Примечания            |
| --------------------- | ---------------------------------------------------------- | --------------------- | --------------------- | --------------------- |
| 1 января 1942 года    | Волховский фронт                                           | 52-я армия            | -                     | —                     |
| 1 февраля 1942 года   | Волховский фронт                                           | 59-я армия            | -                     | —                     |
| 1 марта 1942 года     | Волховский фронт                                           | 59-я армия            | -                     | —                     |
| 1 апреля 1942 года    | Волховский фронт                                           | 59-я армия            | -                     | —                     |
| 1 мая 1942 года       | Ленинградский фронт (Группа войск Волховского направления) | 59-я армия            | -                     | -                     |

## Боевой и численный состав батальона
Батальон состоял из двух саперных рот, штаба, командования и других спец. подразделений общей численностью 350 человек.— 

## Командиры
Командиром батальона назначен старший лейтенант Ефимов, комиссаром политрук Кутогрев.— 